# Wolfgang Meyer (Theologe)

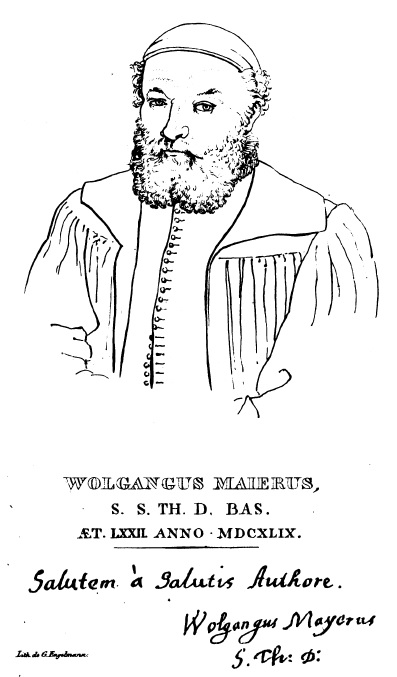
Lithografie von Godefroy Engelmann mit dem Bildnis des Basler Theologen Wolfgang Meyer

Wolfgang Meyer (* 27. März 1577 in Basel; † 5. September 1653 ebenda) war ein Theologe der Evangelisch-reformierten Kirche der Schweiz. 

## Leben
Meyer begann 1593 an der Universität Basel zunächst das Studium der Philosophie und ab 1596 der Theologie, wobei er Schüler von Amandus Polanus von Polansdorf war. Von 1597 bis 1601 war er an der University of Cambridge (Trinity College). Um 1602 trat er in den Dienst der Basler Kirche, zunächst als Vikar seines Vaters und ab 1605 als dessen Nachfolger an der St.-Alban-Kirche. Bald nach seiner Promotion (1611) wurde er ausserordentlicher Professor für Dogmatik an der Universität Basel. 1630 wurde er Archidiakon am Basler Münster.
Meyer beteiligte sich 1618/1619 als Mitglied der eidgenössischen Delegation an der Dordrechter Synode. 1621 wirkte er an kirchlichen Reformen in Mülhausen mit. Die 1628 publizierte deutsche Ausgabe der von Sebastian Münster 1544 erstmals herausgegebenen Cosmographia soll von Meyer bearbeitet und erweitert worden sein.

## Herkunft und Familie
Meyer stammte aus dem Altbasler Geschlecht der Meyer zum Hirzen.
Er wurde als Sohn des Basler Pfarrers von St. Alban, Jakob Meyer, und der Agnes Capito geboren. Agnes war eine Tochter von Wolfgang Capito und Wibrandis Rosenblatt und Meyer somit der Enkel des Strassburger Reformators. Sein Urgroßvater väterlicherseits, Jakob Meyer zum Hirzen  (1473–1541), unterstützte den Basler Reformator Johannes Oekolampad.
Meyer heiratete in erster Ehe 1606 Maria Brand und 1612 in zweiter Ehe Valeria Rüdin.

## Werke
- Der weisse Teuffel, das ist, Der falsche, und in frommer Personen Gestalt erscheinende, aber mit den aller scheutzlichsten Lasteren befleckte Gleissner : den Menschen, zu diesen letsten und verderbten Zeiten, zu gutem Underricht, und Warnung gestelt, und beschrieben / durch Wolfgang Mayer, der H. Schrifft, D. und Pfarrherren bey S. Alban, in Basel ..., Getruckt zu Basel : bey Martin Wagner, 1623, doi:10.3931/e-rara-35178
- Ein christliches und trostreiches gespraech zwischen Gott dem Herren und der betruebten seel : einer gottseligen und fürnemmen person zu trost auss eigner erfahrung gestellet. Getruckt zu Zürych : bey Johann Rudolff Wolffen, 1623, doi:10.3931/e-rara-10749
- Gott mit uns, oder, Aller rechtgeschaffenen Christen Triumph. Getruckt zu Basel : bey Johann Jacob Genath, 1632, doi:10.3931/e-rara-34487
- Himmels-Leiter. [Basel] : [Martin Wagner], [1629], doi:10.3931/e-rara-48916
- Himmels-Port, oder, Pass ins Paradeis. Getruckt zu Basel : durch Martin Wagner, 1623, doi:10.3931/e-rara-35017
- Das Himmlische Jerusalem. Getruckt zu Basel : durch Martin Wagner, [ca. 1623], doi:10.3931/e-rara-34195
- Ein Klag und Trostspredig, welche bey der ansehenlichen und sehr volckreichen bestattung, Weiland dess ... Herren Doctoris Ioh. Iac. Grynaei, gewesenen Obersten Pfarrherren, der Gemein Gottes in Basel, und bey der loblichen Universitet daselbsten Heiliger Schrifft Professoris : Den 1. Sept. Anno 1617. Getruckt zu Basel : bey Jacob Trew, 1617, doi:10.3931/e-rara-32754
- Spiegel der geistlichen und aller heilsamsten Cur, oder Arztney aller Krancken. Getruckt zu Basel : bey Conrad Waldkirch, in Verlegung des Authoris ..., im Jahr 1611, doi:10.3931/e-rara-36151
- Theorematum theologicorum de vulneribus ecclesiae Romanae necdum curatis, pars I. Basileae : typis Ioh. Iacobi Genathii, 1612, doi:10.3931/e-rara-22777
- Ēchō synēdomenē clarissimo iuxta. (Doktorarbeit ??) Basileae : typis Ioan. Iacobi Genathii, 1611, doi:10.3931/e-rara-22760
- Wolfgang Meyer: Doktor Wolgang Meyers Bemerkungen auf seiner Reise nach Dordrecht. In: Wolfgang Meyer, Johann Jakob Breitinger, Matthias Graf (Herausgeber): Beyträge zur Kenntniß der Geschichte der Synode von Dordrecht. J.G.Neukirch, Basel 1825, S. 29–64 (lateinisch und deutsch gemischt) Google-Books
- Die geistlich Bad-Cur; dadurch der Alte Mensch abgewaschen/in ein Newe Creatur verwandlet/und mit unserem Herren Jesu Christo/kräfftiglich vereiniget werden kann. Georg Decker, Basel, 1649 Google-Books
- Historia des großen Englischen Wunderwercks. 1610 Google-Books
- Historia Des großen Englischen Wunderwercks/ Der trefflichen Erlösung/ des Durchleuchtigsten/ und Großmächtigsten Königs auß groß Britannien/ Franckreich/ und Irland/ Jacobi des Ersten ... von des Verrätherisch undergeschobenen Büchsen-Pulvers grausamen Mördtlichen Gewalt ... (1610) ULB Sachsen-Anhalt